# Tomasz Grzegorczyk
Tomasz Henryk Grzegorczyk (ur. 6 września 1949 w Piotrkowie Trybunalskim, zm. 29 września 2021) – polski prawnik, profesor nauk prawnych, sędzia Sądu Najwyższego.

## Życiorys
Ukończył studia prawnicze na Uniwersytecie Łódzkim, pracę magisterską poświęconą umowie komisu przygotował pod kierunkiem profesora Adama Szpunara. W 1978 uzyskał stopień doktora nauk prawnych na podstawie dysertacji pt. Obrońca w postępowaniu przygotowawczym, napisanej pod kierunkiem profesora Janusza A. Tylmana. Z 1987 habilitował się w oparciu o rozprawę Wnioskowy tryb ścigania czynów karalnych. 22 czerwca 1995 otrzymał tytuł profesora nauk prawnych. Był zawodowo związany z Uniwersytetem Łódzkim, gdzie doszedł do stanowiska profesora zwyczajnego. W 1994 został kierownikiem Zakładu Postępowania Karnego, a w latach 2001–2020 kierował Katedrą Postępowania Karnego i Kryminalistyki.
Specjalizował się w zagadnieniach dotyczących przede wszystkim postępowania karnego, a także prawa karnego skarbowego, postępowania w sprawach nieletnich i sprawach o wykroczenia. Był autorem lub współautorem około 250 prac naukowych, w tym wznawianych komentarzy do kodeksów postępowania karnego, karnego skarbowego, postępowania w sprawach o wykroczenia i prawa dewizowego oraz podręcznika Polskie postępowanie karne.
Poza pracą naukową praktykował w zawodzie radcy prawnego. W latach 1995–1999 wchodził w skład Kolegium Najwyższej Izby Kontroli. W latach 2004–2006 był członkiem komisji kodyfikacyjnej prawa karnego przy ministrze sprawiedliwości, gdzie przewodniczył zespołowi postępowania karnego tej komisji. W 2007 powołano go do resortowego zespołu ekspertów ds. zmian w ustawie o prokuraturze i rozdzieleniu funkcji prokuratora generalnego i ministra sprawiedliwości oraz ds. zmian w kodyfikacjach karnych.
W 1999 powołany na sędziego Sądu Najwyższego, orzekał w Izbie Karnej. W 2016 przeszedł w stan spoczynku.
Pochowany na cmentarzu Doły w Łodzi.

## Odznaczenia
W 2011 odznaczony Krzyżem Kawalerskim Orderu Odrodzenia Polski. Otrzymał ponadto Brązowy (1994) i Złoty (2001) Krzyż Zasługi oraz Medal Komisji Edukacji Narodowej (1998).